# Serra do Navio
Serra do Navio is een gemeente in de Braziliaanse deelstaat Amapá. De gemeente telt 3.982 inwoners (schatting 2009).

## Geografie

### Hydrografie
De plaats ligt aan de rivier de Amapari. De rivier de Araguari maakt deel uit van de gemeentegrens.

### Aangrenzende gemeenten
De gemeente grenst aan Calçoene, Ferreira Gomes, Oiapoque, Pedra Branca do Amapari en Pracuúba.

### Beschermd gebied

#### Inheems gebied
- Terra Indígena Waiãpi - bewoond door de Wayampi[1]

## Cultuur

### Bezienswaardigheden
- Nationaal park Montanhas do Tumucumaque

## Verkeer en vervoer

### Wegen
De gemeente Serra do Navio is via de hoofdweg BR-210 verbonden met Pedra Branca do Amapari en Porto Grande. En de weg loopt door als gedeeld BR-156/BR-210 die de plaats verbindt met Macapá, de hoofdstad van Amapá. De weg is in de andere richting verbonden met het inheems gebied Waiãpi.

### Spoor
De spoorlijn van Estrada de Ferro Amapá op normaalspoor verbindt de plaats met de haven van Santana.